# Zecharia Sitchin
Zecharia Sitchin (Bakoe, 11 juli 1920 – New York, 9 oktober 2010) was een Amerikaanse schrijver die een pseudowetenschappelijke theorie over de buitenaardse oorsprong van de mensheid uitdroeg.
In zijn werk schreef hij onder andere over een zogenaamd mythologische planeet Nibiru.

## De fictieve planeet Nibiru
Volgens Zecharia Sitchin zou Nibiru in Sumerische teksten refereren aan een planeet die eens in de 3.600 jaar het zonnestelsel binnendringt. De planeet zou een, in realiteit onmogelijke, baan volgen tussen Jupiter en Mars door, alvorens aan een weg terug te beginnen.
Volgens Sitchins interpretatie van Sumerische kleitabletten vergaarde het Sumerische volk al hun kennis via een bezoek van de planeet Nibiru, en meer bepaald de Anunnaki, het volk dat deze planeet zou bewonen. Deze beschrijvingen van een planeet Nibiru komen niet in geschriften van de Mesopotamische volkeren voor. Desondanks werd deze zogenaamde planeet door Sitchin gelijkgesteld aan Planeet X. De interpretatie van Sitchin zijn in tegenspraak met de woordenboeken die door Sumerische en Mesopotamische schrijvers in de tijd gebruikt werden.